# Reuss-Untergreiz I

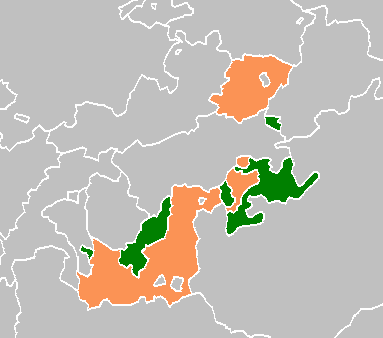
De vorstendommen van de jongere linie in 1820 (oranje) - de interne grenzen zijn niet aangegeven; groen de oudere linie

Reuss-Untergreiz I was een heerlijkheid in Thüringen die bestond van 1583 tot 1596 onder bestuur van Reuss oudere linie, een tak van het Huis Reuss.

## Geschiedenis
Reuss-Untergreiz I ontstond in 1583 toen Hendrik II de Lange en zijn broer Hendrik V hun territorium Reuss-Untergreiz verdeelden. Beide staten kregen de naam Untergreiz, als onderscheid werd door historici het rangnummer I respectievelijk II toegevoegd.
In 1596 werd het tot dat moment gemeenschappelijk bestuurde gebied rond Schleiz verdeeld tussen de takken Reuss oudere, middelste en jongere linie. Hendrik II (de Lange) kwam door deze verdeling in het bezit van het kasteel van Burgk met de stadjes Burghammer, Grochwitz en Möschlitz en de dorpjes Mönchgrün, Neundorf, Pahnstangen, Plothen en Röppisch.
Tegelijkertijd verkocht Hendrik II zijn helft van Untergreiz voor 39.000 gulden aan zijn broer Hendrik V van Reuss-Untergreiz II, ging wonen in het kasteel van Burgk en regeerde vanaf dat moment over Reuss-Burgk.

## Heerser

### Heer
- 1583-1596: Hendrik II de Lange (1543-1608, sinds 1572 heer over Reuss-Untergreiz, vanaf 1596 heer over Reuss-Burgk, zoon van Hendrik XV, stamvader van de oudere linie)

Zie Huis Reuss voor een uitleg over de nummering van de vorsten.